# Colobostema abbreviatum
Colobostema abbreviatum är en tvåvingeart som beskrevs av Cook 1971. Colobostema abbreviatum ingår i släktet Colobostema och familjen dyngmyggor. Inga underarter finns listade i Catalogue of Life.